# Ярославска област
Ярославска област е субект на Руската федерация, влизаща в състава на Централния федерален окръг. Площ 36 177 km2 (61-во място по големина в Руската Федерация, 0,21% от нейната територия). Население на 1 януари 2018 г. 1 265 684 души (39-о място в Руската Федерация, 0,86% от нейното население). Административен център град Ярославъл. Разстояние от Москва до Ярославъл 282 km.

## Историческа справка
Първите сведения за древните руски градове на територията на сегашната Ярославска област се появяват в древните летописни източници за градовете Ростов (862 г.), Ярославъл (1010 г.), Углич (1148 г.) и Переславъл Залески (1152 г.). През 1774 г. селището Рибная слобода е признато за град Рибинск (от 1946 до 1957 г. Шчербаков), а през 1777 г. за градове са утвърдени селищата: Данилов, Любим и Пошехоне. През 1822 г. градовете Романов (основан 1370 г.) и Борисоглебск (основон 1797 г.) се обединяват в един град Романов-Борисогребск, от 1918 г. – Тутаев. Останалите два града в областта Гаврилов-Ям и Мишкин са признати за такива съответно през 1938 г. и 1991 г. През 1777 г. е образувана Ярославска губерния, която просъществува до 1929 г. когато е заличена и влиза в състава на новообразуваната Ивановска промишлена област. На 11 март 1936 г. Ивановската промишлена област е разделена на няколко части, като от една от тях е образувана Ярославска област.

## Географска характеристика

### Географско положение, граници, големина
Ярославска област е субект на Руската федерация, намираща се в централната част на Европейска Русия, в Централния федерален окръг. На север граничи с Вологодска област, на изток – с Костромска област, на югоизток – с Ивановска област, на юг – с Владимирска област, на югозапад – с Московска област и на запад – с Тверска област. В тези си граници заема площ от 36 177 km2 (61-во място по големина в Руската Федерация, 0,21% от нейната територия).

### Релеф
Областта е разположена в централната част на Източноевропейската равнина, като голяма част от територията ѝ представлява слабо хълмиста, моренна, на места заблатена равнина. От югозапад на североизток се простира полоса от три ниски възвишения: Борисоглебско (с най-високата точка на областта Тархов Холм 294 m), Угличко и Даниловско а в южните части се простират северните склонове на Клинско-Дмитровското възвишение. На северозапад е разположена Молого-Шекснинската низина, на изток – Ярославско-Костромската и Ростовската, а на юг – Волжко-Нерлската.

### Климат
Климатът е умереноконтинентален. Средна януарска температура -10,5 °C, средна юлска 17,5 °C. Годишната сума на валежите е 500 – 600 mm с максимум през юли и август. Вегетационния период (минимална денонощна температура 5 °C) е с продължителност 165 – 170 денонощия.

### Води
На територията на Ярославска област протичат 4327 реки (с дължина над 1 km) с обща дължина 19 340 km и всички те принадлежат към водосборния басейн на река Волга с изключение на един малък участък на север, който принадлежи към водосборния басейн на река Северна Двина. Главната река в областта е Волга, която протича през централната ѝ част на протежение от 340 km от юг на север, а след това от северозапад на югоизток с част от горното си течение. Нейни основни притоци са: Сит, Согожа, Которосъл, Кострома и Нерл. Речната мрежа е с равнинен характер, малки наклони и бавно течение. Реките са със смесено подхранване с преобладаване на снежното. Водният им режим се характеризира с високо пролетно пълноводие, лятно-есенно маловодие, нарушавано от епизодични прииждания в резултат на поройни дъждове и ясно изразено зимно маловодие. Те замръзват през ноември, а се размразяват в началото на април.
В Ярославска област има над 3250 езера и изкуствени водоеми с обща площ около 3755 km2, като само 250 от тях са площ по-голяма от 10 дка. Естествените езера са с ледников и крайречен произход. Към ледниковите се отнасят най-големите езера в областта – Плешеево и Неро, а крайречните (старици) са разположени основно по заливната тераса на река Волга. Най-големите изкуствени водоеми са Рибинското, Горковското и Угличкото водохранилища на река Волга, които частично попадат на територията на областта. Блатата и заблатените земи заемат 1098 km2, 3,04% от площта ѝ.

### Почви, растителност, животински свят
В областта преобладават ливадно-подзолистите почви, но са разпространени и блатни и алувиално-ливадни почви. Северната част на областта попада в подзоната на иглолистната тайга, а южната – в подзоната на смесените гори. На залесени са източните райони, а като цяло горите заемат 35% от територията ѝ. В горите обитават белка, заек, мечка, вълк, лисица, рис, норка, лос, дива свиня. Има множество водоплаващи и прелетни птици, а реките и езерата са богати на различни видове риби.

## Население
На 1 януари 2018 г. населението на Ярославска област наброява 1 265 684 души (39-о място в Руската Федерация, 0,86% от нейното население). Гъстота 34,99 души/km2. Градско население 81,78%. При преброяването на населението на Руската федерация етническият състав на областта е бил следния: руснаци 1 172 188 души (96%), украинци 9492 (0,8%), арменци 7158 (0,6%), азербайджанци 5327 (0,4%), татари 4982 (0,4%).

## Административно-териториално деление
В административно-териториално отношение Ярославска област се дели на 3 областни градски окръга, 17 муниципални района, 11 града, в т.ч. 3 града (Переславъл Залески, Рибинск и Ярославъл) с областно подчинение и 8 града с районно подчинение и 12 селища от градски тип.
| Административна единица | Площ (km2) | Население (2018 г.) | Административен център | Население (2018 г.) | Разстояние до Ярославъл (в km) | Други градове и сгт с районно подчинение     |
| ----------------------- | ---------- | ------------------- | ---------------------- | ------------------- | ------------------------------ | -------------------------------------------- |
| Областни градски окръзи |            |                     |                        |                     |                                |                                              |
| І. Переславъл Залески   | 23         | 39 105              | гр. Переславъл Залески | 39 105              | 124                            |                                              |
| ІІ. Рибинск             | 101        | 190 429             | гр. Рибинск            | 190 429             | 82                             |                                              |
| ІІІ. Ярославъл          | 206        | 608 079             | гр. Ярославъл          | 608 079             |                                |                                              |
| Муниципални райони      |            |                     |                        |                     |                                |                                              |
| 1. Болшеселски          | 1353       | 9370                | с. Болщое село         | 3818                | 58                             |                                              |
| 2. Борисоглебски        | 1750       | 11 876              | сгт Борисоглебски      | 5379                | 77                             |                                              |
| 3. Брейтовски           | 2160       | 6340                | с. Брейтово            | 3308                | 222                            |                                              |
| 4. Гавролов-Ямски       | 1120       | 26 399              | гр. Гаврилов-Ям        | 17 351              | 46                             |                                              |
| 5. Даниловски           | 2212       | 25 059              | гр. Данилов            | 14 868              | 69                             |                                              |
| 6. Любимски             | 1960       | 10 853              | гр. Любим              | 5125                | 123                            |                                              |
| 7. Мишкински            | 1111       | 9722                | гр. Мишкин             | 5738                | 126                            |                                              |
| 8. Некоузовски          | 1954       | 14 489              | с. Нови Некоуз         | 3816                | 162                            |                                              |
| 9. Некрасовски          | 1380       | 19 539              | сгт Некрасовское       | 5897                | 45                             | Бурмакино, Красни Профинтерн                 |
| 10. Первомайски         | 2227       | 10 231              | сгт Пречистое          | 4692                | 98                             |                                              |
| 11. Переславски         | 3108       | 20 514              | гр. Переславъл Залески |                     | 124                            |                                              |
| 12. Пошехонски          | 4400       | 13 430              | гр. Пошехоне           | 5867                | 151                            |                                              |
| 13. Ростовски           | 2082       | 64 088              | гр. Ростов             | 31 039              | 58                             | Ишня, Петровское, Порече Рибное, Семибратово |
| 14. Рибински            | 3150       | 26 830              | гр. Рибинск            |                     | 82                             |                                              |
| 15. Тутаевски           | 1452       | 56 565              | гр. Тутаев             | 40 441              | 38                             | Константиновски                              |
| 15. Углички             | 2568       | 45 407              | гр. Углич              | 32 146              | 110                            |                                              |
| 17. Ярославски          | 1937       | 62 411              | гр. Ярославъл          |                     |                                | Красние Ткачи, Лесная Поляна                 |

## Селско стопанство
Отглеждат се фуражни, зърнени храни и бобови растения, картофи и зеленчуци, технически култури. Oтглежда се също едър рогат добитък и птици.
| хиляди хектара | 848 | 768,9 | 671,0 | 570,6 | 442,3 | 337,3 | 315,0 |